# Apanthuroides calculosa
Apanthuroides calculosa är en kräftdjursart som beskrevs av Brian Frederick Kensley och Marilyn Schotte 2000. Apanthuroides calculosa ingår i släktet Apanthuroides och familjen Anthuridae.
Artens utbredningsområde är Aldabra. Inga underarter finns listade i Catalogue of Life.